# هوغو كوينكا
هوغو كوينكا (بالإسبانية: Hugo Cuenca)‏ هو سباح فنزويلي، ولد في 2 مارس 1959.

## وصلات خارجية
- هوغو كوينكا على موقع الاتحاد الدولي للسباحة (الإنجليزية)
- هوغو كوينكا على موقع أوليمبيديا (الإنجليزية)